# Lípa v Meziboří (Potoční ulice)
Lípa v Meziboří v Potoční ulici je jeden ze dvou památkově chráněných stromů ve městě Meziboří v okrese Most. Jedná se o 200 let starou lípu velkolistou, která roste v Potoční ulici u Divokého potoka. Obvod kmene je 5,04 m a výška 25 m.

## Další vzácné stromy na Mostecku
- Albrechtický dub – zaniklý chráněný dub u bývalé obce Albrechtice
- Borovice Schwerinova v Mostě – chráněný strom
- Dub pod Resslem – chráněný strom
- Jírovec v Šumné u Litvínova – chráněný strom
- Lipová alej v Mostě – chráněná alej u Oblastního muzea v Mostě
- Lípa v Lužici (okres Most) – chráněný strom
- Lípy v Horní Vsi u Litvínova – chráněné stromy
- Lípy v Janově u Litvínova – chráněné stromy
- Lípa v Šumné u Litvínova – chráněný strom
- Lípa v Meziboří (Okružní ulice) – chráněný strom
- Žeberská lípa – nejstarší strom v okrese Chomutov